# Gare d'Airvault-Ville
Ne doit pas être confondu avec Gare d'Airvault-Gare.
La gare de d'Airvault-Ville est une halte ferroviaire française, fermée et détruite, de la ligne de Chartres à Bordeaux-Saint-Jean. Elle était située au sud-ouest du bourg de la commune d'Airvault dans le département des Deux-Sèvres, en région Nouvelle-Aquitaine.
Elle est mise en service en 1887 par l'Administration des chemins de fer de l'État. Elle est fermée par la Société nationale des chemins de fer français (SNCF) lorsqu'elle transfère sur route, en 1980, les dernières circulations omnibus du service des voyageurs.

## Situation ferroviaire
Établie à 87 mètres d'altitude, la halte d'Airvault-Ville est située au point kilométrique (PK) 347,648 de la ligne de Chartres à Bordeaux-Saint-Jean, entre les gares de Saint-Varent et d'Airvault-Gare, sur une section non desservie par les trains de voyageurs, entre les gares ouvertes à ce service de Thouars et de Niort.

## Histoire

### Création de la halte
En 1882, la gare d'Airvault est installée à proximité de la bifurcation, entre la ligne de Niort à Montreuil-Bellay et l'embranchement en direction de Moncontour. Cet emplacement est éloigné à plus de deux kilomètres au sud-ouest du centre ville. La municipalité et le Conseil général ont déjà fait une demande pour qu'une halte, « ou mieux une gare », soit établie au plus près du centre d'Airvault. Lors de la séance du 20 avril les conseillers s'inquiètent de ne pas avoir eu de réponse. Après d'autres demandes, la réponse positive s'exprime par une décision ministérielle du 1er janvier 1885, qui approuve le projet présenté pour « l'établissement d'une halte près d'Airvault, au point où la ligne de Niort à Montreuil-Bellay rencontre le chemin de grande communication no 27 ».
L'Administration des chemins de fer de l'État annonce dans la presse, en février 1887, la prochaine ouverture d'une halte, établie entre les gares de Saint-Varent et d'Airvault-Gare sur la ligne de Thouars à Saintes. Dénommée « halte d'Airvault-Ville », elle disposera d'un service ouvert aux « 1- voyageurs et chiens en destination ou  en provenance de toutes les gares, stations et haltes du réseau de l'État ; 2- aux bagages en destination ou en provenance de toutes les gares et stations du même réseau. Les bagages ne pourront y être expédiés qu'en port dû ». L'ouverture a lieu le dimanche 6 mars 1887, elle est alors desservie par huit trains.

### Demandes de transformation de la halte en gare
Le 5 novembre 1888, le ministre des travaux publics, après avoir consulté le Comité consultatif des chemins de fer, a refusé de transformer la halte d'Airvault en gare du fait de sa proximité avec la gare d'Airvault-Gare. Une nouvelle demande du Conseil général insiste pour obtenir la pose d'une voie de garage et d'un quai d'embarquement pour les bestiaux et qu'elle soit ouverte au service de la grande vitesse les jours de foire. Le 14 septembre 1889, le ministre renouvelle son refus en indiquant que ces installations comportent des dépenses importantes qui ne sont pas justifiées pour seulement quelques jours d'utilisation. Il demande que le conseil municipal d'Airvault, à l'origine de ces demandes, soit informé de ce refus et de ses raisons.
En 1890, le Conseil général réclame que la halte soit ouverte au service de la messagerie et des colis postaux. La réponse du ministre, le 26 septembre 1890, est négative, objectant qu'il faudrait agrandir les locaux et ajouter du personnel ce qui entraînerait un supplément de dépenses qui ne se justifient pas pour une « annexe de la gare d'Airvault ».
Lors de sa séance du 6 septembre 1893, le Conseil général, constatant que le transit de la halte est de plus de 20 000 voyageurs/an, estime que son importance justifie une nouvelle demande : « d'ouverture au service complet de la grande vitesse, des messageries et des colis postaux ; (...) qu'un quai d'embarquement pour les marchandises et les bestiaux (y) soit établi », signée par les conseillers généraux Richard, A. Mousset, Guillaud, Am. Ducrocq, C. Ménard, Braconnier, Ardouin, Cardinaud et E. Garran. La réponse adressée au préfet, datée du 25 juillet 1894, est signée par C. Colson le directeur des chemins de fer (pour le ministre). Le premier point est pris en compte, une décision ministérielle du 31 janvier a approuvé un projet d'agrandissement du bâtiment de la halte pour permettre « son ouverture au service des messageries et des colis postaux », elle s'accompagne d'une demande aux services que ce chantier soit réalisé dans la « campagne » en cours. Pour le deuxième point, il est rappelé les anciennes réponses et les raisons des refus successifs, qui n'ont pas évolué : l'importante gare d'Airvault est toujours située à moins de deux kilomètres de la halte. 

La halte dans les années 1900
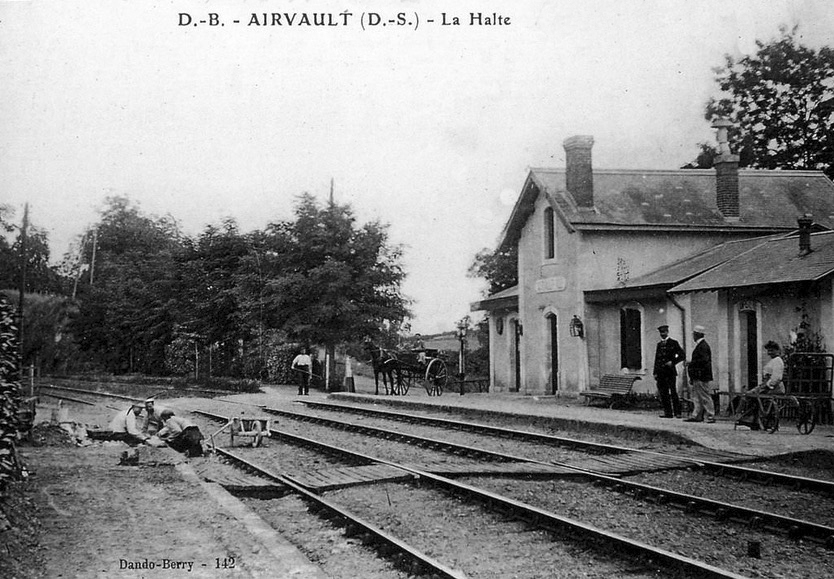
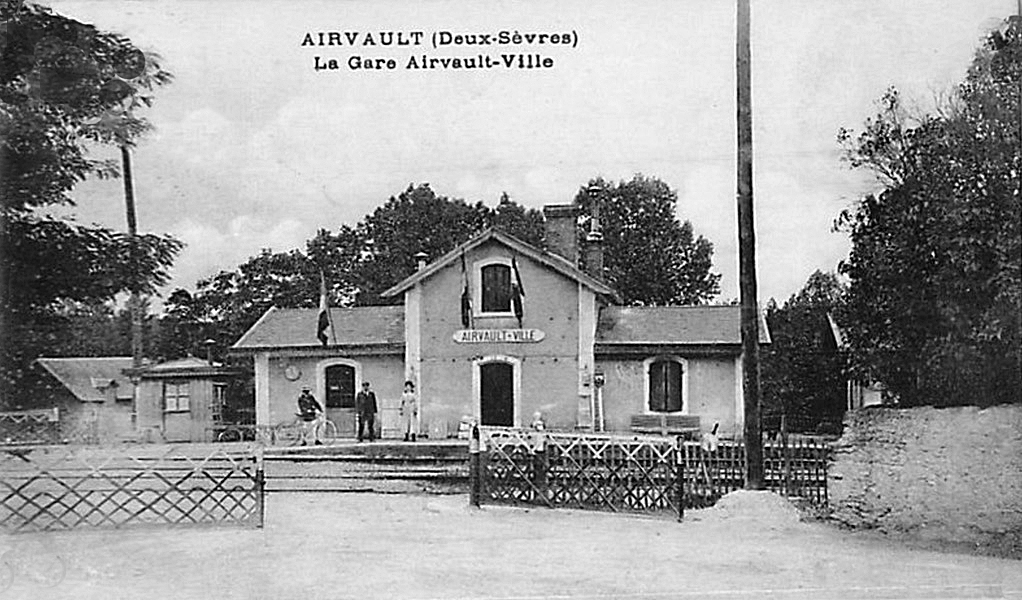

### Diminution du trafic et fermeture voyageurs
À partir de 1939, la ligne n'a plus que des circulations locales, la jeune Société nationale des chemins de fer français (SNCF) préférant faire circuler les trains grandes lignes sur le parcours électrifié de l'ex Compagnie du chemin de fer de Paris à Orléans (PO). En 1940, la halte est desservie par des trains omnibus et des autorails. La deuxième voie est déposée progressivement à partir de 1945. Sur la section Thouars Niort, le service ferroviaire voyageurs est fermé lors de la mise en place d'un transfert sur la route à la mise en place des horaires de l'hiver 1980. Depuis, seuls des trains de fret circulent sur la ligne.

## Patrimoine ferroviaire
Le bâtiment et le quai ont été détruits, il reste le passage à niveau et la ligne mise à voie unique.